# 9886 Aoyagi
A 9886 Aoyagi (ideiglenes jelöléssel 1994 VM7) a Naprendszer kisbolygóövében található aszteroida. S. Otomo fedezte fel 1994. november 8-án.